# Double Identity
Pour plus de détails, voir Fiche technique et Distribution.
Double Identity (Fake Identity) est un film américain réalisé par Dennis Dimster-Denk sorti directement en vidéo le 1er juin 2010.

## Synopsis
Le docteur Nicholas Pinter, citoyen américain, arrive à Sofia pour participer à un sommet économique. Un soir, en allant aider la femme de son ami Aslan à accoucher, il est confondu avec un agent John Charter. Il se retrouve aux prises avec un dangereux gangster, Serik Doulova. Sans passeport et dans l’incapacité de quitter le pays, il décide de prendre l’identité de John Charter pour échapper aux agents des services secrets ainsi qu’aux sbires de Serik. Pour cela il aura besoin de l'aide de la mystérieuse Katrine.

## Fiche technique
- Réalisation : Dennis Dimster-Denk
- Scénario : Dennis Dimster-Denk, Zvia Dimbort
- Titre original : Fake Identity
- Pays d'origine : États-Unis
- Durée : 100 minutes
- Musique : Bill Wandel
- Producteur : Boaz Davidson et Israel Ringel
- Distribution : Millenium Films et Nu Image
- Dates de sortie :
  -  États-Unis : 8 décembre 2009
  -  France : 1er juin 2010 (DVD)

## Distribution
- Val Kilmer (VF : Philippe Vincent) : Dr. Nicolas Pinter
- Izabella Miko (VQ : ) : Katrine
- Hristo Chopov (VF : Guy Chapellier) : Serik Doulova
- Raicho Vasilev (VQ : ) : Mr.Walther
- Shelly Varod (VQ : ) : la femme d'Aslan
- Velislav Pavlov (VQ : ) : Aslan
- Didem Erol (VQ : ) : Eva
- Kenny Hughes (VQ : ) : Mr. Pimstone